# آلوارو سانتاماریا
آلوارو سانتاماریا (اسپانیایی: Álvaro Santamaría‎؛ زادهٔ ۲۸ مهٔ ۱۹۵۰) بازیکن فوتبال اهل کلمبیا بود.
از باشگاه‌هایی که در آن بازی کرده‌است می‌توان به باشگاه فوتبال ایندپندینته مدئین اشاره کرد.